# Dipterosiphonia
Dipterosiphonia, rod crvenih algi smješten u vlastiti tribus Dipterosiphonieae, dio porodice Rhodomelaceae. Postoji šest priznatih vrsta; tipična je morska alga D. dendritica.

## Vrste
1. Dipterosiphonia australica Womersley
2. Dipterosiphonia dendritica (C.Agardh) F.Schmitz - tip
3. Dipterosiphonia parva (Dickie) Skottsberg & Levring
4. Dipterosiphonia prorepens Falkenberg
5. Dipterosiphonia reversa C.W.Schneider
6. Dipterosiphonia rigens (C.Agardh) Falkenberg